# Dage i provinsen
Dage i provinsen er en dansk kortfilm fra 2004, der er instrueret af Ulrik Weck efter manuskript af Emil Weck.

## Handling
Filmen handler om de to drenge Jacob og Emil. De skylder penge væk byens bølle. Efter et mislykkede røveri hos den lokale købmand, er gode råde dyre. Heldigvis får de hjælp af den initiativrige pige, Ida, der har en noget usædvanlig plan. Men virker den?